# Akustiker
Akustiker är en person som specialiserat sig inom ämnet akustik. Det finns ingen direkt utbildning för att bli akustiker men det finns flera utbildningar som innehåller kurser i t.ex. maskinakustik, rumsakustik och akustisk mätteknink. En akustiker är oftast ingenjör inom akustik.